# Ghost (canción de Erasure)
«Ghost» es un disco sencillo promocional publicado del grupo inglés de música electrónica Erasure, lanzado en 1994.

## Descripción
Ghost fue editado como sencillo promocional y también está incluido en el EP I Love Saturday, tema que forma parte del álbum I Say I Say I Say.

## Lista de temas
| Ghost 12" (MUTE166) |                      |              |          |  |
| N.º                 | Título               | Escritor(es) | Duración |  |
| 1.                  | «Ghost» (versión LP) | Clarke/Bell  | 6:11     |  |